# Секастело (Бреша)
Секастело је насеље у Италији у округу Бреша, региону Ломбардија. 
Према процени из 2011. у насељу је живело 16 становника. Насеље се налази на надморској висини од 611 м.